# Saint Aulaye-Puymangou
Saint Aulaye-Puymangou község Franciaország Új-Aquitania régiójában, Dordogne megyében. Új községként 2016. január 1-jén jött létre két korábbi község: Saint-Aulaye és Puymangou egyesítésével. Lakosainak száma 1432 fő (2022. január 1.).

## Népesség
| Lakosok száma | 1434 | 1427 | 1426 | 1422 | 1414 | 1432 |
|               | 2017 | 2018 | 2019 | 2020 | 2021 | 2022 |